# فاروق شيخ
فاروق شيخ (بالهندية: फारुख़ शेख़؛ بالإنجليزية: Farooq Sheikh) هو ممثل هندي، ولد في 25 مارس 1948 في Amroli ‏ في الهند، وتوفي في 27 ديسمبر 2013 في إمارة دبي في الإمارات العربية المتحدة بسبب نوبة قلبية. من الجوائز التي نالها جائزة الفيلم الوطني لأفضل ممثل مساعد ‏.

## جوائز
- جائزة الفيلم الوطني لأفضل ممثل مساعد [الإنجليزية]‏

## وصلات خارجية
- فاروق شيخ على موقع IMDb (الإنجليزية)
- فاروق شيخ على موقع أول موفي (الإنجليزية)
- فاروق شيخ على موقع قاعدة بيانات الفيلم (الإنجليزية)
- فاروق شيخ على موقع كينوبويسك (الروسية)